# Torymus contractus
Torymus contractus är en stekelart som beskrevs av Johan Wilhelm Dalman 1820. Torymus contractus ingår i släktet Torymus och familjen gallglanssteklar.
Artens utbredningsområde är Sverige. Inga underarter finns listade i Catalogue of Life.